# In the Kingdom
In the Kingdom is een van de bekendere albums van de christelijke hardrockband Whitecross. Christelijke hardrock en metal staat ook wel bekend als whitemetal.
Het album kwam op elpee en op tape uit in 1991 en was via import ook wel op cd te verkrijgen in Nederland. Het is heel afwisselend met zachte meeslepende nummers, harde oppeppende nummers, emotionele nummers en een rapnummer.
Whitecross won een Dove Award met dit album in de categorie "Hard Music Album of the Year".

## Band
- Rex Carroll - zang en gitaar
- Scott Wenzel - zanger
- Butch Dillon - zang en basgitaar
- Mike Feighan - drums en zang

## Songs (lp/cassette)
- A kant:

1. No Second Changes
2. We Know What's Right
3. In The Kingdom
4. In His Hands
5. Good Enough

- B kant:

1. Love Is Our Weapon
2. The Eternal Fire (gitaarsolo)
3. You Will Find It There
4. If He Goes Before Me
5. Tell Me The Time
6. Holy War (rapnummer)